# Argentinci
Argentinci so narod, ki živi na področju današnje Argentine; sama etnična skupnost je nastala z mešanjem evropskih kolonizatorjev, ki danes predstavljajo večino prebivalstva in avtohtonih staroselcev. Leta 2001 se je nad 38 milijonov ljudi izreklo za Argentince.
Govorijo špansko.